# Dalbergia bathiei
Dalbergia bathiei är en ärtväxtart som beskrevs av René Viguier. Dalbergia bathiei ingår i släktet Dalbergia, och familjen ärtväxter. IUCN kategoriserar arten globalt som starkt hotad. Inga underarter finns listade i Catalogue of Life.